# Ptolemeusz XV Cezarion
Ptolemeusz XV Cezarion (gr. basileus Ptolemaios XV Kaisarios Theos Philopator IV Theos Philometor V – król Ptolemeusz XV Cezar Bóg Miłujący Ojca Bóg Miłujący Matkę, egip. Ptulmis Dżedtunef Kiseres, Jua-en-pa-neczer-neti-nechem Setepenptah Iri Maatre Sechemanchenamon) (ur. 47 p.n.e., zm. w sierpniu 30 p.n.e.) – syn Juliusza Cezara i Kleopatry, ostatni faraon Egiptu.

## Życiorys
Urodził się w czerwcu 47 p.n.e.  Był ostatnim przedstawicielem dynastii Ptolemeuszów. Niektórzy starożytni historycy powątpiewali w ojcostwo Juliusza Cezara. W latach 46–44 p.n.e. przebywał wraz z matką w Rzymie. Sprawował oficjalnie władzę od 44 p.n.e. (wspólnie z matką, po śmierci Ptolemeusza XIV, prawdopodobnie zamordowanego przez Kleopatrę) do śmierci. W trakcie walk między Oktawianem i Markiem Antoniuszem przed zawiązaniem drugiego triumwiratu Kleopatra uzależniała udzielenie pomocy temu drugiemu od uznania Cezariona za dziedzica Cezara. Marek Antoniusz w czasie drugiego triumwiratu nadał Cezarionowi liczne tytuły (m.in. „król królów” w 34 p.n.e.) i posiadłości na wschodzie (Cypr i Celesyrię), pomimo że Kleopatra w niewielkim stopniu wsparła jego i Oktawiana w walkach z zabójcami Cezara. Jednocześnie Antoniusz uznał oficjalnie Cezariona za prawowitego dziedzica Cezara, co zostało poczytane jako polityczny cios wymierzony w Oktawiana. Deklarację tę Antoniusz powtórzył około 32 p.n.e.
Po porażce Antoniusza i Kleopatry pod Akcjum, kiedy Oktawian August najechał Egipt w 30 p.n.e., Kleopatra wysłała Cezariona do Berenike, portu nad Morzem Czerwonym, by uciekł do Indii bądź Etiopii. Jego opiekun, skutkiem zdrady lub tchórzostwa, namówił go, by zawrócił. Oktawian zapytał filozofa Arejosa, czy ma prawo do uśmiercenia Cezariona. Filozof, parafrazując Homera „Niedobry jest rząd wielu” (Iliada II,198), powiedział: „Nie jest dobrze, gdy za dużo Cezarów na świecie”. Oktawian kazał więc zabić Cezariona w końcu sierpnia 30 p.n.e.